# Паудер-Ривер (округ)
Округ Паудер-Ривер (англ. Powder River County) располагается в штате Монтана, США. Официально образован в 1919 году. По состоянию на 2010 год, численность населения составляла 1 743 человек.

## География
По данным Бюро переписи США, общая площадь округа равняется 8 541,829 км2, из которых 8 539,239 км2 суша и 1,554 км2 или 0,020 % это водоемы.

## Население
По данным переписи населения 2000 года в округе проживает 1 858 жителей в составе 737 домашних хозяйств и 524 семей. Плотность населения составляет менее 1,00 человека на км2. На территории округа насчитывается 1 007 жилых строений, при плотности застройки менее 1,00-го строения на км2. Расовый состав населения: белые — 97,42 %, афроамериканцы — 1,78 %, коренные американцы (индейцы) — 0,11 %, азиаты — 0,22 %, гавайцы — 0,00 %, представители других рас — 0,48 %, представители двух или более рас — 0,00 %. Испаноязычные составляли 0,59 % населения независимо от расы.
В составе 30,70 % из общего числа домашних хозяйств проживают дети в возрасте до 18 лет, 64,90 % домашних хозяйств представляют собой супружеские пары проживающие вместе, 4,10 % домашних хозяйств представляют собой одиноких женщин без супруга, 28,80 % домашних хозяйств не имеют отношения к семьям, 24,80 % домашних хозяйств состоят из одного человека, 9,90 % домашних хозяйств состоят из престарелых (65 лет и старше), проживающих в одиночестве. Средний размер домашнего хозяйства составляет 2,48 человека, и средний размер семьи 2,99 человека.
Возрастной состав округа: 26,60 % моложе 18 лет, 4,80 % от 18 до 24, 23,30 % от 25 до 44, 26,80 % от 45 до 64 и 26,80 % от 65 и старше. Средний возраст жителя округа 42 лет. На каждые 100 женщин приходится 97,20 мужчин. На каждые 100 женщин старше 18 лет приходится 95,40 мужчин.
Средний доход на домохозяйство в округе составлял 28 398 USD, на семью — 34 671 USD. Среднестатистический заработок мужчины был 23 971 USD против 17 411 USD для женщины. Доход на душу населения составлял 15 351 USD. Около 9,90 % семей и 12,90 % общего населения находились ниже черты бедности, в том числе — 12,70 % молодежи (тех, кому ещё не исполнилось 18 лет) и 16,30 % тех, кому было уже больше 65 лет.